# The White Stripes
The White Stripes là ban nhạc song tấu người Mỹ được thành lập vào năm 1997 ở Detroit, Michigan, Mỹ. Ban nhạc bao gồm 2 thành viên: tay trống Meg White và nhạc sĩ - nghệ sĩ đa nhạc cụ Jack White. Meg và Jack đã từng kết hôn song hiện tại họ đã chia tay. Sau khi cho ra mắt vài đĩa đơn và 3 album phát hành ở Detroit, The White Stripes bắt đầu được biết đến nhiều hơn kể từ năm 2002 với thể loại garage rock. Họ có được thành công vang dội với 2 album White Blood Cells và Elephant khi cả hai đều được chú ý rộng rãi ở Mỹ cũng như Anh, trong đó đĩa đơn "Seven Nation Army" trở thành bản hit và được coi là biểu tượng mới của kỹ thuật riff của guitar. Sau đó, ban nhạc còn phát hành thêm Get Behind Me Satan (2005) và Icky Thump (2007) trước khi tuyên bố tan rã sau một thời gian dài những gián đoạn về thu âm cũng như trình diễn.
The White Stripes thường thu âm bằng chất lượng âm thanh không cao (Lo-fi). Âm nhạc của họ pha trộn giữa garage rock và blues cùng với đó là những giản lược trong cả sáng tác, hòa âm lẫn nghệ thuật trình diễn. Bộ đôi này cũng để lại nhiều ấn tượng trong trang phục và hình thức khi gần như chỉ sử dụng 3 màu đỏ, trắng và đen trong mọi phần bìa album và đĩa đơn, trong mọi videoclip cũng như trong mọi buổi trình diễn. Danh sách đĩa nhạc của họ bao gồm 6 album phòng thu, 1 album trực tiếp, 2 EP, 1 bộ phim trình diễn, 1 bộ phim tài liệu đi tour, 26 đĩa đơn, và hơn 40 video ca nhạc. Cả ba album cuối cùng của họ đều giành giải Grammy cho Album nhạc alternative xuất sắc nhất.

## Thành viên
- Meg White – trống, bộ gõ, định âm, hát, chỉnh âm.
- Jack White – hát chính, guitar, bass, chỉnh âm, keyboards, thu âm.

## Danh sách đĩa nhạc
Album phòng thu
- The White Stripes (1999)
- De Stijl (2000)
- White Blood Cells (2001)
- Elephant (2003)
- Get Behind Me Satan (2005)
- Icky Thump (2007)